# Ianthocincla cinereiceps
Garrulax cinereiceps, är en fågelart i familjen fnittertrastar inom ordningen tättingar, vanligen behandlad som underart till mustaschfnittertrasten (Garrulax cinereiceps).

## Utseende och läte
Denna fågel är en 21-24 cm lång rödbrun fnittertrast med mörk hjässa och lång mustasch. Den är mycket lik mustaschfnittertrasten, men skiljer sig genom gråbrun istället för svart hjässa och varmare och mörkare ovansida. Den har vidare matt kastanjebrunt ögonbrynsstreck tillika örontäckare utan svart streck bakom ögat samt är blekt vinfärgad istället för beigevit på strupe, submustaschstreck och bröst. Lätena är dåligt dokumenterade, men inkluderar upprepade, stigande och spinnande läten: "pr’r’r’r’ip".

## Utbredning
Fågeln förekommer i centrala och östra Kina från södra Gansu och södra Shaanxi österut till södra Jiangsu, västra Shanghai, Fujian och norra Guangdong samt vidare söderut till södra och sydöstra Yunnan, Guizhou and Guangxi. Den  är också påträffad i närliggande norra Vietnam. Fågeln är vidare införd i Japan.

## Systematik
Taxonet betraktas oftast som en underart av mustaschfnittertrast (Ianthocincla cineraceus), men urskiljs sedan 2016 som egen art av Birdlife International och IUCN. Den behandlas som monotypisk, det vill säga att den inte delas in i några underarter.

## Levnadssätt
Fågeln förekommer i buskmarker vid skogskanter, men även i övergiven odlingsbygd och bambustånd. Födan består av insekter, bland annat små skalbaggar, men även frön, bär och små frukter. Fågeln häckar från början av mars till början av augusti i Sichuan.

## Status och hot
Arten har ett stort utbredningsområde och en stor population, men tros minska i antal, dock inte tillräckligt kraftigt för att den ska betraktas som hotad. Internationella naturvårdsunionen IUCN kategoriserar därför arten som livskraftig (LC).